# Margarete Adam
Pour les articles homonymes, voir Adam (homonymie).
Margarete Adam, née le 13 juillet 1885 à Paczków et morte en janvier 1946 à Berlin, est une philosophe et professeure d'université allemande.
Elle s'oppose au régime nazi par des écrits contre l'antisémitisme et en écrivant aux officiers supérieurs de l'armée et à d'autres personnalités publiques, pour demander le renversement d'Adolf Hitler. Condamnée à huit ans de prison pour haute trahison, elle meurt fin janvier 1946 à la suite des mauvais traitements subis durant sa détention.

## Biographie
Margarete Adam est née le 13 juillet 1885 à Paczków dans une famille allemande traditionnelle et est une fervente catholique. Elle étudie la philosophie. Elle obtient son doctorat de l'université de Hambourg en 1925, après quoi elle accepte un poste d'enseignante à l'université. Son directeur de thèse est Ernst Cassirer, privé de sa chaire en 1933 en raison de ses origines juives,.
Au cours des années 1920, elle rédige des articles pour Die Frau, qui est alors le principal magazine féministe d'Allemagne.
En 1929, elle écrit un essai, publié au début de 1930 par le Association nationale des citoyens allemands de confession juive (de). Elle y examine l'histoire de la « question juive », se décrit comme  philosémite et condamne l'antisémitisme du national-socialisme. Tout en reconnaissant le danger, elle considère que la privation des droits civiques des Juifs par l'État est impensable et n'obtiendrait jamais un soutien populaire. Elle affirme que l'antisémitisme est voué à décliner et le philosémitisme à croître « Der Weg des Antisemitismus verlauft abwarts, der des Philosemitismus aber aufwarts. Allem um Allem zum Trotz! »  .
Étonnamment, dans la postface, elle admet avoir voté pour le parti nazi (NSDAP) aux élections du Reichstag du 14 septembre 1930, c'est-à-dire, après la rédaction de l'article qui date du printemps 1929. Elle dit s'y être résolue après de longues réflexions, et malgré son désaccord avec leur rhétorique antisémite, parce que le NSDAP était le seul parti s'engageant à réviser les termes punitifs du traité de Versailles de 1919, et à lutter contre la corruption et le bolchevisme,.
Margarete Adam s'exprime cependant sur l'antisémitisme du parti nazi, de sorte que, en 1933, son contrat d'enseignement avec l'université de Hambourg lui est retiré. Ses prises de position la placent à la limite de la «résistance», l'antisémitisme étant au cœur de la politique publique de la dictature nazie. Après 1934, elle milite, mais sans succès, pour faire traduire les auteurs de la Nuit des longs couteaux du Röhm Putsch devant les tribunaux. Elle écrit des lettres et des tracts qu'elle adresse aux officiers supérieurs de la Reichswehr, à l'armée et à d'autres personnes occupant des postes de pouvoir et d'influence, cherchant à les persuader de renverser Adolf Hitler.
Margarete Adam est arrêtée en 1937. Elle est condamnée à huit ans de prison pour haute trahison . Elle purge sa peine dans la prison pour femmes (de) de Lübeck-Lauerhof et dans une prison de Cottbus où elle est mise à l'isolement. En 1944, elle est déclarée inapte à l'emprisonnement et transférée à l'hôpital de Roßthal au sud de Dresde. Plus tard, elle est transférée à l'hôpital La Charité de Berlin où elle passe la dernière partie de janvier 1946. Elle y meurt à la fin janvier 1946.
Une pierre du souvenir lui rend hommage dans le Jardin des femmes du cimetière d'Ohlsdorf à Hambourg.